# Nigitsu Maru

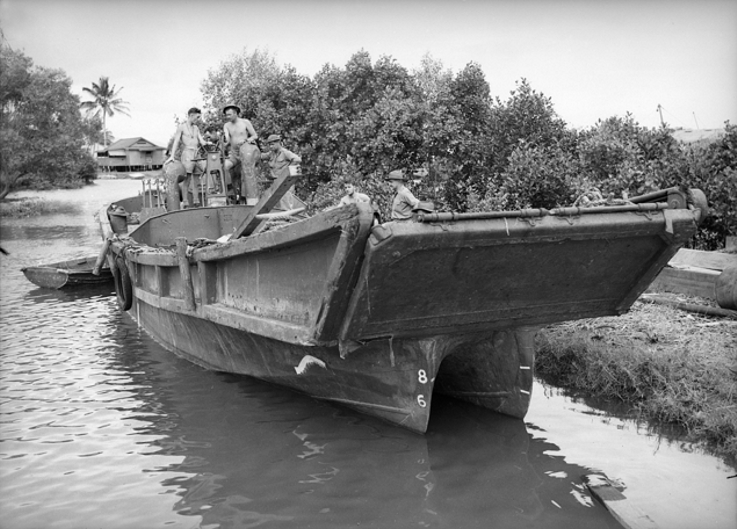
Ein Daihatsu-Landungsboot, von australischen Pionieren bei der Schlacht um die Milne-Bucht erbeutet, September 1942

Die Nigitsu Maru (japanisch にぎつ丸) war ein Landungsboot-Mutterschiff des Seekommandos des Kaiserlich Japanischen Heeres, das im Zweiten Weltkrieg zum Einsatz kam.

## Geschichte

### Allgemeines
Die Nigitsu Maru wurde nach Auslieferung des Schwesterschiffs Akitsu Maru am 10. März 1942 als Passagierschiff für die Ishihara Kisen, K. K. auf der Werft von Ishikawajima Harima in Aioi auf Kiel gelegt und das zu Wasser lassen erfolgte am 28. November 1942. Bereits vor dem Stapellauf wurde das Schiff durch das japanische Heer requiriert. Umgehend begannen die Umbauarbeiten unter der Schiffsnummer 983.
Wie beim  Schwesterschiff war in der frühen Planung ein Flugdeck auf dem Schiff vorgesehen.  Nach der Requirierung wurden Vorbereitung getroffen, das Schiff zu einem Landungsboot-Mutterschiff der Klasse Spezial Typ Hei (Typ C) umzubauen. Da jedoch keine geeigneten Flugzeuge zur Verfügung standen und weil das Schiff dringend benötigt wurde, wurde entschieden, darauf zu verzichten. Fertig gestellt wurde die Nigitsu Maru daher als Schiff der Klasse Spezial Typ Ko (Typ A) ohne Fähigkeit zum Flugzeugtransport. Diese Multifunktionsschiffe dienten zum Transport von Material und Nachschub ebenso wie für den von Soldaten und Pferden. Im Rumpf war ein durchgehendes Ladedeck für 20 14-m-Landungsboote Typ Daihatsu eingebaut. Weitere Boote sowie verschiedene Unterstützungsboote konnten an Deck mitgeführt werden. Am 30. März 1943 wurde das Schiff in den Dienst des Heeres-Seekommandos gestellt.

### Verbleib
Ab April 1943 wurde das Schiff für mehrere erfolgreiche Transporte zu von Japan  besetzten Inseln eingesetzt.
Am 9. Januar 1944 fuhr das Schiff mit dem Geleitzug FU-901 von Palau ab. An Bord befanden sich ca. 2.000 Soldaten, viele davon vom 12. Unabhängigen Pionier-Regiment. Als Geleitschutz war der Zerstörer Amagiri dabei. Am 12. Januar wurde das Schiff von dem amerikanischen U-Boot USS Hake (SS-256) bei der Insel Oki-daitō, östlich der Okinawa-Inseln, torpediert. Zwei von vier abgeschossenen Torpedos trafen. Die Nigitsu Maru sank innerhalb von acht Minuten. Es kamen 574 Soldaten um, darunter waren 456 vom  12. Unabhängigen Pionier-Regiment, 83 Artilleristen und 35 Besatzungsmitglieder. Der Zerstörer Amagiri rettete die anderen Soldaten und brachte diese nach Japan zurück.

## Technische Beschreibung

### Rumpf
Der Rumpf der Akitsu Maru war 143,7 Meter lang, 19,5 Meter breit und hatte bei einer Verdrängung von 11.800 Tonnen einen Tiefgang von 7,9 Metern. Etwas über der Wasserlinie war ein fast durchgehendes Deck für bis zu 20 14-m-Landungsboote des Typs Daihatsu. Diese konnten auf der Ladedecksebene beladen und dann über je eine Rampe rechts und links mittels Seilwinden am hinteren Ende des Rumpfs ins Wasser hinabgelassen werden. Durch zwei große, vom Deck aus bewegte Tore im Heck konnten die Landungsboote das Schiff dabei verlassen und nach Absetzen der Besatzung oder Ladung wieder ins Schiff zurückkehren. Weitere Landungs- und Unterstützungsboote wurden auf dem Oberdeck verzurrt transportiert und im Einsatzgebiet durch die Bordkräne zu Wasser gelassen.

### Antrieb

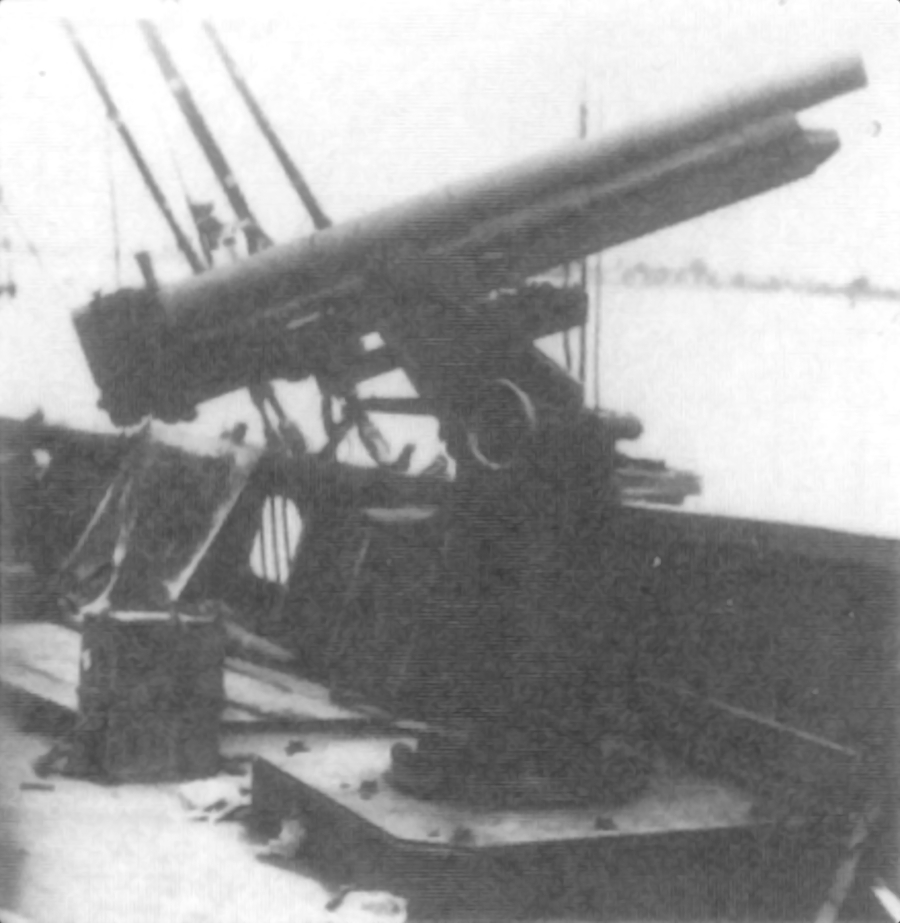
Typ 38 7,5-cm-Feldgeschütz auf Seelafette

Der Antrieb erfolgte durch vier Dampfkessel und zwei Getriebeturbinensätze mit denen eine Gesamtleistung von 7.500 PS (5.516 kW) erreicht wurde. Die Leistung wurde an zwei Wellen mit je einer Schraube abgegeben und die Höchstgeschwindigkeit betrug 20 Knoten (37 km/h).

### Bewaffnung
Die mitgeführte Bewaffnung bestand aus zehn Typ 38 7,5-cm-Feldgeschützen auf Spezial-Pivotlafette beidseits auf dem Oberdeck, zwei  Typ 88 7,5-cm-Flugabwehrkanonen auf Emporen beidseits am Heck und sechs Typ 96 25-mm-Maschinenkanonen in Einzellafetten auf den Decksaufbauten.

### Sonstiges
Viele Quellen geben an, dass auch die Nigitsu Maru ein Flugdeck gehabt habe. Dies ist jedoch nicht zutreffend.